# Guibemantis albolineatus
Guibemantis albolineatus es una especie de anfibio de la familia Mantellidae.
Es endémica de Madagascar, se distribuye entre los 300 y los 1500 m s. n. m.
Su hábitat natural incluye bosques bajos y secos y montanos tropicales o subtropicales secos.
Las amenazas a su conservación son la pérdida y degradación de su hábitat natural.